# 呉大学短期大学部
呉大学短期大学部（くれだいがくたんきだいがくぶ、英語: Kure University Junior College）は、広島県呉市阿賀南2-10-3に本部を置いていた日本の私立大学である。1986年に設置され、2007年に廃止された。大学の略称は呉短（くれたん）。

## 概要

### 大学全体
- 広島県呉市に所在した日本の私立短期大学で、設置主体は学校法人広島文化学園[2]。
- 同学校法人が第2番目に設置した短期大学であり、1986年に呉女子短期大学として開学。当初は、2学科さらにのちに1学科と1学科2専攻体制となったが、1995年度入学生より1学科体制となった。
- 2005年度の入学生を最後に[注釈 2]、2007年に短期大学としての使命を終える[3]。

### 建学の精神（校訓・理念・学是）
- 呉大学短期大学部の教育方針は「究理実践」となっている[4]。

### 教育および研究
- ビジネス系の科目を中心とした専門教育が主たるものとなっていた。四年制大学が設置されるまでは、生活学をベースとした専門教育も行われていた。

### 学風および特色
- 呉女子短期大学の時代、学生は短大から制服の着用が義務付けられていた。3種類あり36通りの組み合わせが可能となっていた[4]。

## 沿革
- 1985年
  - 4月 呉女子短期大学の立地確保がなされる[5]。
- 1986年
  - 2月3日 左記を以て文部省[注 4]より短期大学の設置が認可される[6]。
  - 4月1日 呉女子短期大学（くれじょしたんきだいがく）として以下の学科体制にて開学[6]。
    - 経営情報学科 入学定員100名[注釈 3]
    - 生活学科 入学定員50名[注釈 3]
- 1988年
  - 4月1日 経営情報学科の入学定員を100[8]→150[9]に増員[10]。
- 1989年
  - 4月1日 経営情報学科の入学定員を以下の通り専攻分離する[注 5]。
    - 情報専攻 入学定員75名
    - 秘書専攻 入学定員75名
- 1991年
  - 4月1日 学科の定員増を以下の通り行う[注 6]
    - 経営情報学科
      - 情報専攻 75[注釈 4]→85[注釈 5]
      - 秘書専攻 75[注釈 4]→100[注釈 5]

    - 生活学科 50[注釈 4]→75[注釈 5]
- 1994年
  - 4月1日 生活学科の学生募集をこの年度で最終とする[注 7]。
- 1995年
  - 4月1日 経営情報学科の各専攻を以下の通り減員する[17]。
    - 情報専攻 85→35
    - 秘書専攻 100→50
- 1996年
  - 5月28日 左記をもって生活学科が正式に廃止となる[18]。
- 1997年
  - 4月1日 呉大学短期大学部と改称[18]。共学となる[注 8]。
  - 同 経営情報学科の専攻別募集をこの年度で最終とする[注 9]。
- 1999年
  - 3月31日 経営情報学科の専攻分離を廃止[20]。
- 2002年
  - 4月1日 経営情報学科を地域情報学科と改称[21]。
- 2004年
  - 4月1日 地域情報学科をコミュニティーデザイン学科と改称[22]。
- 2005年
  - 4月1日 この年度をもって学生募集を終了[注釈 2]。
- 2007年
  - 9月14日 左記をもって正式に廃止とする[3]。

## 基礎データ

### 所在地
- 広島県呉市阿賀南2-10-3[注釈 1]

### 年度別学生数[注 10]
| -      | 経営情報学科   | 生活学科  | 出典               |
| ------ | -------------- | --------- | ------------------ |
| 1986年 | 女139/100      | 女88/50   | [ 23 ]             |
| 1987年 | 女270/200      | 女134/100 | [ 24 ]             |
| 1988年 | 女322/250      | 女127/100 | [ 25 ]             |
| 1989年 | 女396/300      | 女160/100 | [ 26 ]             |
| 1990年 | 女397/300      | 女149/100 | [ 27 ]             |
| 1991年 | 女422/335      | 女165/125 | [ 28 ]             |
| 1992年 | 女456/370      | 女190/150 | 出典。うち1回生322 |
| 1993年 | 女453/370      | 女187/150 | [ 31 ]             |
| 1994年 | 女443/370      | 女178/150 | [ 32 ]             |
| 1995年 | 女375/270      | 女84/85   | [ 33 ]             |
| 1996年 | 女256/170      | -         | [ 34 ]             |
| 1997年 | 男0 女176/170  | -         | [ 35 ]             |
| 1998年 | 男33 女161/170 | -         | [ 36 ]             |
| 1999年 | 男72 女150/170 | -         | [ 37 ]             |

## 教育および研究

### 組織

#### 学科
- コミュニティーデザイン学科

過去の学科体制
- 経営情報学科→地域情報学科→コミュニティーデザイン学科
  - 情報専攻 入学定員35名[注釈 6]
  - 秘書専攻 入学定員50名[注釈 6]
- 生活学科 入学定員75名[注 12]

#### 専攻科
- なし

#### 別科
- なし

### 研究
- 『呉大学短期大学部紀要』
- 『呉女子短期大学紀要』[40]

## 学生生活

### 部活動・クラブ活動・サークル活動
- 呉大学短期大学部で活動していたクラブ活動[4]
  - 体育系：バスケットボール・バレーボール・アーチェリー・テニス・バドミントン・ダンス・サッカーほか。
  - 文化系：コンピューター・美術・料理・書道・手話ほか。

## 施設

### キャンパス
- 呉大学（現在の広島文化学園大学）とキャンパスを共同使用。

### 寮
- 特になし。

## 対外関係

### 系列校
- 広島文化学園大学
- 広島文化学園短期大学

## 卒業後の進路について

### 編入学・進学実績
- 呉大学（現在の広島文化学園大学）への編入学制度があった。